# مبارز الدين بن مظفر

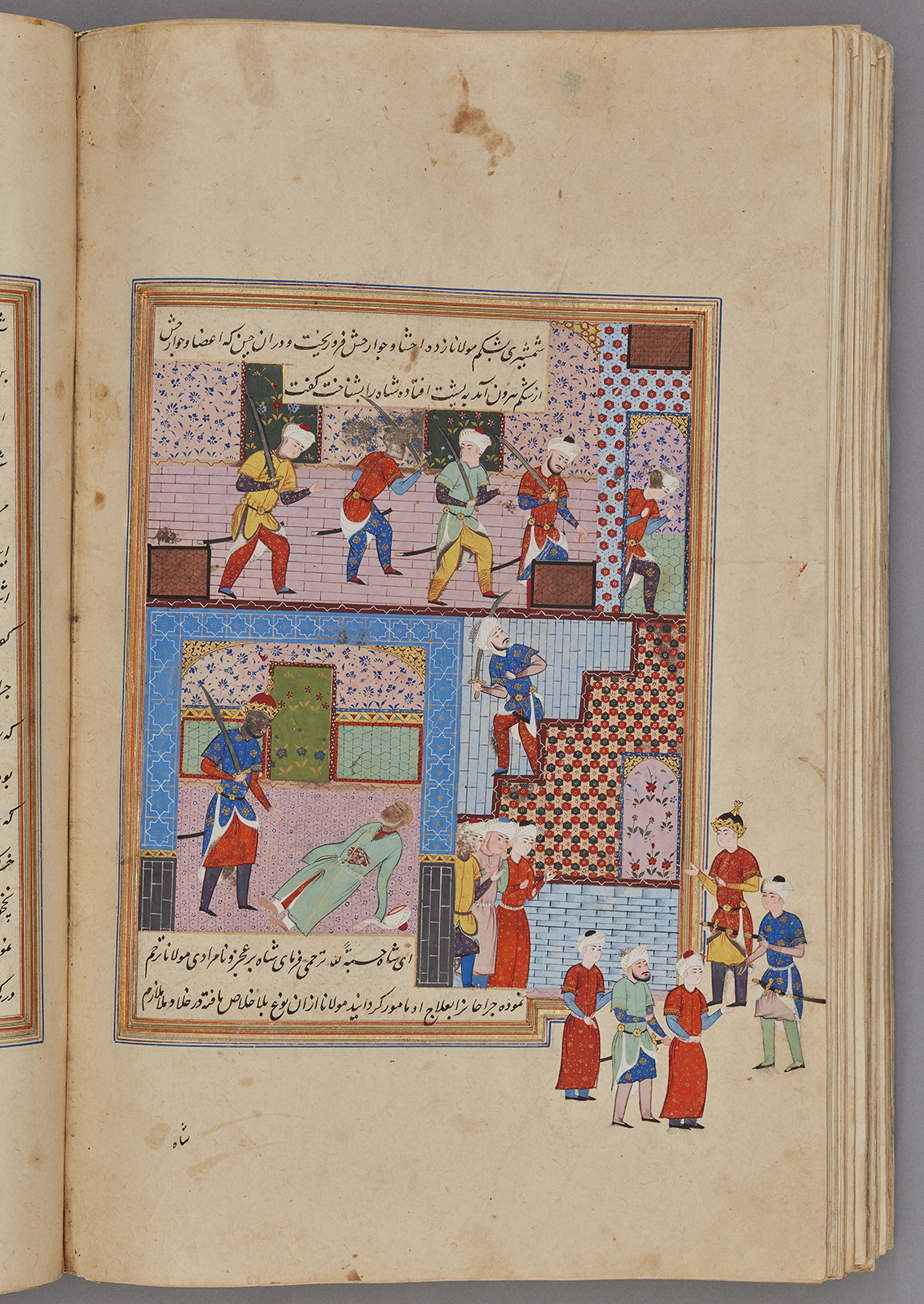
"اعتداء بني مبارز الدين على أبيهم". نسخة من مخطوطة من نِكارستان، إيران، ربما شيراز، يعود تاريخها إلى 1573–74م.

مُبارِز الدين محمد بن مظفَّر (ت. 765ھ/1301–63م)، هو أول ملوك بني مظفَّر سنة 717 ھ/1317م، وقد مَلَك حتى خلْعِه سنة 758ھ/1358م. وُلِد في بيت فارسي من أصل عربي، وكان قد استقر آباؤه في خراسان زمنَ الفتح الإسلامي. أبوه شرف الدين مظفر، خادم الإلخانيين. وقد وُلِّيَ مُبارزُ الدينِ مناصبَ أبيه بعد وفاته سنة 717ھ.
عاش مبارز الدين في بلاط الإلخان أُلجايتو حتى وفاته. ثم سار مبارز الدين إلى مَيبُد بعد موت الإلخان المذكور، فاستولى على يزد من حاجي شاه بن يوسف شاه أتابك يزد، وخرجت يزد من حكم الأتابكة. ثم ثار بعد ذلك أهل سجِستان على الإلخانيين، فأخضعهم مبارز الدين بأمر الإلخان. ثم ثاروا ثانيةً، فعاد مُبارز الدينِ إلى قتالهم، وقيل إنه خاض 21 معركة حتى أخضعهم.